# リアーヌ・ド・プジー
リアーヌ・ド・プジー （Liane de Pougy, 1869年7月2日 - 1950年12月26日）は、フォリー・ベルジェールのダンサーで、パリで最も美しく最も高名な高級娼婦（クルチザンヌ）の一人である。ロール・エーマンと共に、マルセル・プルースト『失われた時を求めて』の登場人物「オデット」のモデルの一人とされる。

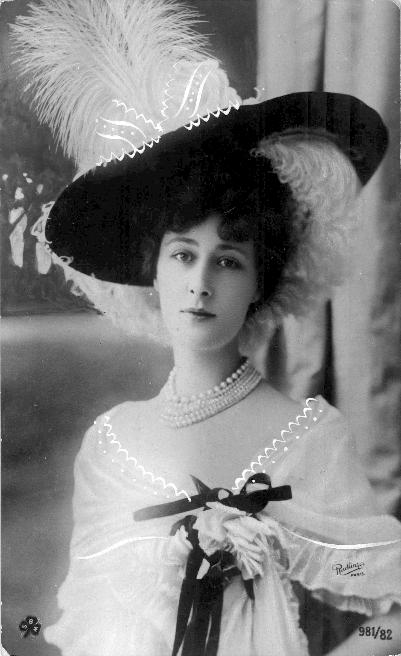
リアーヌ・ド・プジー、1890年代

本名はアンヌ・マリー・シャッセーニュ（Anne Marie Chassaigne）といい、サルト県ラ・フレーシュで生まれ、女子修道院で育てられた。16歳で海軍士官のアルマン・プルプ（Armand Pourpe）と駆落ちし、妊娠をきっかけに結婚した。
子どもはマルク・プルプ（Marc Pourpe）と命名された。プジーの自伝によれば、「息子は少女に与えられた生きた人形であり」彼女自身は「恐ろしい母親」であったという。また、「可愛らしく着飾らせ、巻毛を伸ばすこともできるので」女の子のほうが良かったとも残している。マルクは成長して第一次世界大戦の志願航空兵となり、1914年12月2日、ヴィレール＝ブルトヌー（Villers-Brettoneux）付近で戦死した。
結婚生活は決して幸せに満ちたものではなかった。自伝によれば、アルマンからは新婚初夜に乱暴を受け、そのことで彼女には感情的な傷跡が残ったという。アルマンは獣のような人で、彼女を虐待した。彼女の乳房には、死ぬまで打擲の傷跡が残った。
アルマンが海軍の仕事のためマルセイユの宿舎に単身赴任することになり、プジーには愛人シャルル・ド・マクマオン侯爵（Marquis de Charles de MacMahon）ができた。あるとき二人がベッドにいっしょにいるのをアルマンが見つけ、リボルバーでプジーを撃ったため、プジーは手首に傷を負っている。
夫と離婚する決心をしたプジーは、紫檀でできたピアノを即金400フランで買ってくれる若者に売り払い、その後1時間もしないうちにはすでにパリまでの道中にあった。幼い息子は夫アルマンに残すこととなり、アルマンは息子をスエズに居る自分の両親の元へ送った。結婚の失敗をきっかけに、プジーは女優業をかじり始め、同時に売春婦となった。そしてコカインと阿片を乱用していく。
プジーは高級娼婦としての経歴を、ヴァルテス・ド・ラ・ビーニュ伯爵夫人（the Countess Valtesse de la Bigne）の下で始めていく。伯爵夫人はアンヌ・マリーにプロの技術を教えた。伯爵夫人の誇り高いベッドは光沢のある青銅でできていた。

自分自身を、虚栄心が強いが愚か者ではないと考えていたプジーは、絵画や書物、詩の教養を養ったが、「知的深み」まで行くことは「つまらない」と考え、避けていた。ウィリアム・シェークスピアやリヒャルト・ワーグナーよりは、カフェ・コンセールでの演奏会や流行歌を好み、パリのフォリー・ベルジェール、サンクトペテルブルク、ローマやコート・ダジュールのキャバレー・クラブに脇役として出演もしていた。また、プジーには優良な簿記員としての一面もあった。

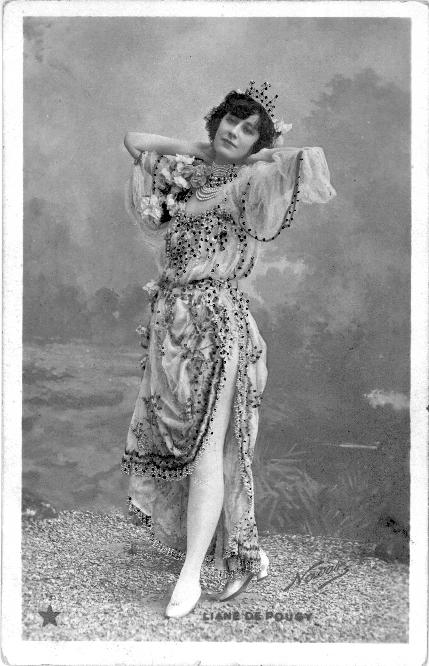
1902年

パリへ移ったのち、有名な高級娼婦となり、フォリー・ベルジェールにおいてラ・ベル・オテロのライバルと目されるほどの地位に上がった。情夫の一人であるド・プジー伯爵（Comte de Pougy）（もしくは子爵（Vicomte））の姓をとって名乗るようにもなる。女優サラ・ベルナールがプジーに演技を教えたことがあるが、舞台上では「その可愛らしい口を」閉じた方が良いと助言した。
プジーが、作家ナタリー・クリフォード・バーネイと同性愛の関係にあったことは、1901年に出版されたプジーによる小説『Idylle Saphique』に記されている。1899年、バーネイはパリのダンスホールでプジーを見たのち、小姓の衣裳でプジーの住まいに現われ、自分はサッポーに遣わされた「愛の小姓」であると伝えた。プジーは当時フランスで最も有名な女性であり、肩書きのある裕福な人々にいつも求められていたが、バーネイの不敵さは彼女を魅了し誘惑した。二人はその後死ぬまで互いに深い愛情を抱き続けたと言われている。
1920年、プジーはワラキア公ギカ家の末裔・ゲオルゲ・ギカ（Gheorghe Ghika）と結婚し「プランセス（プリンセス）・ギカ」となった。18年に及ぶ結婚生活の中で、ゲオルゲは一時他の女性の元に走りプジーを置いて家を空けたこともあったが、後に元の鞘に納まっている。プジーの著作『Notebooks』では、このことには言及していない。
息子マルクの戦死は、プジーを宗教にのめり込ませることになる。1928年に夫ゲオルゲとともにサヴォイに向かう道中、聖アグネス養護園を目にしたことをきっかけに、先天性疾患を持った子どものケアに献身するようになった。
プジーはスイス・ローザンヌで没した。

## 評伝
- ジャン・シャロン『高級娼婦 リアーヌ・ド・プージィ』 小早川捷子訳、作品社、1999年